# Крутой Лог (Челябинская область)
Круто́й Лог — посёлок в Верхнеуральском районе Челябинской области России. Входит в Петропавловское сельское поселение.

## География
Через посёлок протекает одноимённая река. Расстояние до районного центра, города Верхнеуральска — 56 км.

## История
В 1963 году решением исполнительного комитета Челябинского (сельского) областного совета депутатов трудящихся зарегистрирован населённый пункт при отделении «Крутой Лог» Петропавловского совхоза — посёлок Крутой Лог.

## Население
| 2002 | 2010 |
| ---- | ---- |
| 377  | ↘297 |

По данным Всероссийской переписи, в 2010 году численность населения посёлка составляла 297 человек (154 мужчины и 143 женщины).

## Улицы
Уличная сеть посёлка состоит из четырёх улиц и одного переулка.